# Neptis constantiae
Neptis constantiae är en fjärilsart som beskrevs av Robert H. Carcasson 1961. Neptis constantiae ingår i släktet Neptis och familjen praktfjärilar. Inga underarter finns listade i Catalogue of Life.